# ان-استیل‌اسپارتیل‌گلوتامیک اسید
ان-استیل‌اسپارتیل‌گلوتامیک اسید (به انگلیسی: N-Acetylaspartylglutamic acid) با فرمول شیمیایی C۱۱H۱۶N۲O۸ یک ترکیب شیمیایی با شناسه پاب‌کم ۱۸۸۸۰۳ است. 